# Oligobunis
Oligobunis è un genere estinto di mammiferi carnivori, appartenente ai mustelidi. Visse nel Miocene inferiore-medio (circa 20 - 15 milioni di anni fa) e i suoi resti fossili sono stati ritrovati in Nordamerica.

## Descrizione
Questo animale doveva essere di taglia simile a quella di un tasso, ma la forma del corpo era ben diversa: il cranio era piuttosto piccolo, il corpo e la coda erano allungati e le zampe anteriori (cosa molto insolita per un mustelide) erano più lunghe di quelle posteriori. La dentatura era caratterizzata da un carnassiale inferiore con talonide tagliente e dotato di un metaconide. Non vi era alcuna tendenza all'ingrandimento della parte interna del primo molare superiore, come invece avveniva in altri mustelidi.

## Classificazione
I primi fossili di Oligobunis vennero studiati nel 1879 da Edward Drinker Cope, che inizialmente li attribuì a una nuova specie di canidi (Ictiocyon crassivultus); in seguito, lo stesso Cope attribuì questi resti a un nuovo genere di mustelidi, Oligobunis. Oltre alla specie tipo Oligobunis crassivultus, è nota un'altra specie, O. floridanus, tipica della Florida. Altre specie attribuite inizialmente a Oligobunis (O. gemmarosae, O. lepidus, O. vantasselensis) sono state in seguito attribuite al genere Promartes.
Oligobunis è il genere eponimo della sottofamiglia Oligobuninae, considerata uno stock basale di mustelidi tipici dell'Oligocene-Miocene nordamericano. Un genere affine è Paroligobunis, mentre una forma potenzialmente ancestrale è Zodiolestes.

## Paleoecologia
Oligobunis doveva essere un carnivoro attivo, che andò a occupare la nicchia ecologica dei piccoli felidi in un periodo in cui in Nordamerica erano già scomparsi creodonti e nimravidi di piccola taglia e non erano ancora apparsi veri e propri felidi di piccole dimensioni.